# Чубченко, Александр Ефремович
Александр Ефремович Чубченко (19 ноября 1940 года, село Шалинское, Красноярский край — 24 января 2023 года, Владимир) — советский и российский артист театра и кино. Заслуженный артист РСФСР, лауреат премии Евгения Евстигнеева (2012).
Спектакли с участием Александра Чубченко считались «визитной карточкой» Владимирского академического театра драмы.

## Биография
Актёрское образование получил в Омском филиале Школы-студии МХАТ. В середине 1960-х — артист Оренбургского драматического театра.
С 1971 года служил во Владимирском академическом областном театре драмы. На сцене этого театра создал разноплановые образы широкого актёрского диапазона (злодеи, герои, мудрецы, простолюдины, аристократы и т.д.) в оригинальных и убедительных интерпретациях, был основным исполнителем ролей героев-любовников, пользовался успехом в острохарактерных и комедийных ролях. Выезжал с театром на гастроли, в том числе за рубеж — фестиваль в Париже (2016), «Русский бал» в Вене (2015). Награждался призами театрального сообщества — Золотой диплом славянского форума искусств «Золотой Витязь» (2012), приз «Хрустальная шапка Мономаха» Всероссийского театрального форума «У Золотых Ворот» (2014). В 2012 году удостоен Владимирской областной театральной премии имени Евгения Евстигнеева за актёрские работы в спектаклях «Ревизор», «Андрей Боголюбский» и «Господин, который платит».

«Большинство его героев — люди, скуповатые на эмоции, но при этом в них чувствуется внутренний огонь. Артиста считают закрытым человеком, но именно это качество помогает ему найти внутренний стержень любой роли. За скупостью его эмоций — такой нерв, который заставляет зрителей переживать вместе с актером». Вера Зиннатуллина, врио директора департамента культуры администрации Владимирской области
Часто выступал на одной сцене с супругой, актрисой Людмилой Акининой. Если игру Акининой отличал бурный темперамент, то её муж в использовании выразительных средств всегда оставался минималистом. Выступил строгим наставником сыну при выборе тем актёрской профессии, дав ему только один шанс на поступление в театральный вуз.
В 2021 году награждён медалью II степени ордена «За заслуги перед Отечеством» за вклад в развитии отечественной культуры и искусства и многолетнюю плодотворную деятельность
Умер 24 января 2023 года.

## Личная жизнь
Жена — заслуженная артистка РСФСР Людмила Акинина (1944—2017), сын — заслуженный артист РФ Андрей Чубченко (род. 1967), ведущий актер МХАТа имени Горького, популярный киноартист.

## Театральные работы

### Актёр
- «Два билета до Владимира, или Игра воображения» Эмиля Брагинского, постановка Михаила Морейдо — интеллигент Антошин
- «Так погиб Гуска» М. Кулиша — Кондратенко
- «Без вины виноватые» А. Н. Островского — Муров
- «Иван и Мадонна» А. Кудрявцева — Муров
- «Великое княжение» Э. Федотова и Л. Яскевича — Андрей Боголюбский
- «Любовь под вязами» Ю.О’Нила — Эфроим Кэбот
- «Смута» А. К. Толстого — Клешнин
- «Житие Александра Болдинского» («Маленькие трагедии») А. С. Пушкина — Фауст
- «Это было недавно» И. Губача — Шаня
- «Ревизор» Н. В. Гоголя — Осип
- «Дорогая Памела» Дж. Патрика — Сол Бозо
- «Круг» Сомерсета Моэма — Портюс
- «Дядя Ваня» А. П. Чехова — профессор Серебряков
- «Владимирская площадь» Л. Разумовской — Павел Сергеевич
- «Ужин дураков» Ф. Вебера — месье Шеваль
- «Моя профессия — синьор из общества» Дж. Скарначчи, Р. Тарабуззи — Дедушка
- «Андрей Боголюбский» А. Чеботарева, С. Хромова, С. Жучкова — Демьян-златокузнец из Киева.

### Режиссёр
- «Трагический поединок» по пьесе «Четыре допроса» Аркадия Савицкого,
- «Священные чудовища» Жана Кокто,
- «Владимирская площадь» Людмилы Разумовской.

## Фильмография
- 2007 «Эксперты» — эпизод
- 2005 «Свой человек» — старик в электричке